# 扑翼机

扑翼机模型

扑翼机是通过像鸟类和昆虫一样上下扑动自身翅膀而升空飞行的航空器，又称振翼机。作为一种仿生学的机械，扑翼机以机翼同时产生升力和推进力。但也因升力和推进力由同一部件产生，涉及的工程力学和空气动力学问题非常复杂，其规律尚未被人类完全掌握。有实用价值的扑翼机至今尚未脱离研制阶段，微型航空器是扑翼机最有可能实用化的领域。

## 机翼形状
根据扑翼机模仿的对象不同，它们的机翼形状有的形似蝙蝠，具有薄膜状的扑动翼。有的形似鸟类，具有带缝隙和活门的扑动翼。有的则形似昆虫，具有能高频扑动的轻巧的硬质扑动翼。

鸟型扑翼机的飞行动态
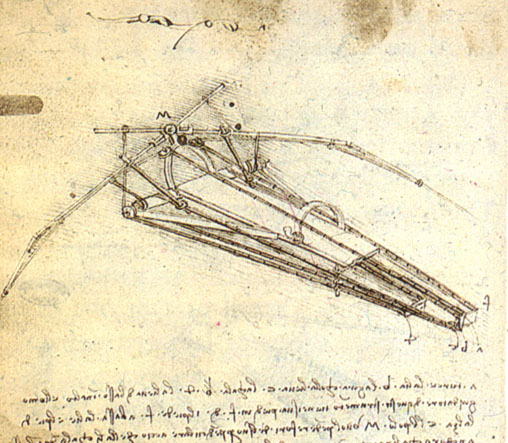
达·芬奇的扑翼机设计图
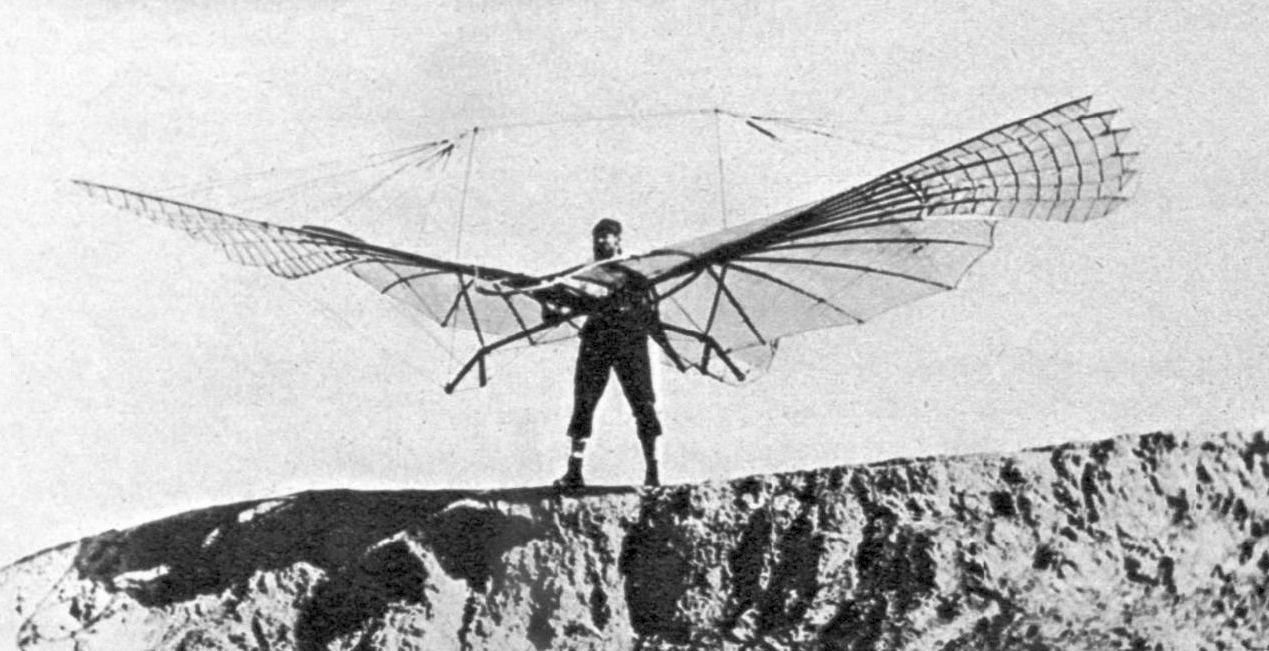
奥托·利林塔尔和他的人力扑翼机在1894年8月16日起飞之前

## 外部連結
- Amazing RC Ornithopter like a bird （页面存档备份，存于）